# Belize nos Jogos Pan-Americanos de 2023
Belize competiu nos Jogos Pan-Americanos de 2023 em Santiago, no Chile, de 20 de outubro a 5 de novembro de 2023. Foi a 15.ª aparição do país nos Jogos Pan-Americanos. Nas edições de 1967 e 1971 participou como Honduras Britânicas.

## Competidores
Abaixo está a lista do número de competidores (por gênero) participando dos jogos por esporte/disciplina.
| Esporte  | Masculino | Feminino | Total |
| -------- | --------- | -------- | ----- |
| Canoagem | 1         | 2        | 3     |
| Vela     | 1         | 0        | 1     |
| Total    | 2         | 2        | 4     |